# Korinne
Korinne (en (ucraïnès): Корінне) és un poble de la República Autònoma de Crimea a Ucraïna, que el 2014 tenia 350 habitants. Pertany al districte de Nijnegorski.